# Samuel Richardson
Samuel Richardson (pokřtěn 19. srpna 1689, Mackworth, Derbyshire – 4. července 1761 Londýn) byl anglický tiskař, vydavatel a preromantický spisovatel. Proslavil se především svými romány v dopisech Pamela, or Virtue Rewarded (1740, Pamela aneb Odměněná ctnost) a Clarissa, or the History of a Young Lady (1748, Clarissa aneb Příběh mladé dámy), díky kterým je považován za jednoho ze zakladatelů moderního románu.

## Život
Narodil se buď 24. nebo 31. července, pokřtěn byl 19. srpna roku 1689. Byl jedním z devíti dětí vesnického truhláře a byl určen pro církevní dráhu. Finanční ztráty jeho rodiny však zabránily jeho univerzitnímu vzdělání, takže se vyučil tiskařem. Oženil se s dcerou svého mistra Martou Wildeovou a roku 1719 si založil vlastní tiskárnu v Salisbury Court, kde také bydlel a žil až do smrti.
Jako tiskař byl velice úspěšný. Roku 1733 se stal oficiálním vydavatelem publikací pro Dolní sněmovnu britského parlamentu. Stal se zámožným obchodníkem a dosáhl společenské prestiže. Roku 1754 se stal mistrem londýnského sdružení knihkupců a tiskařů a roku 1761 královským tiskařem. Brzy poté zemřel na záchvat mrtvice.

## Dílo

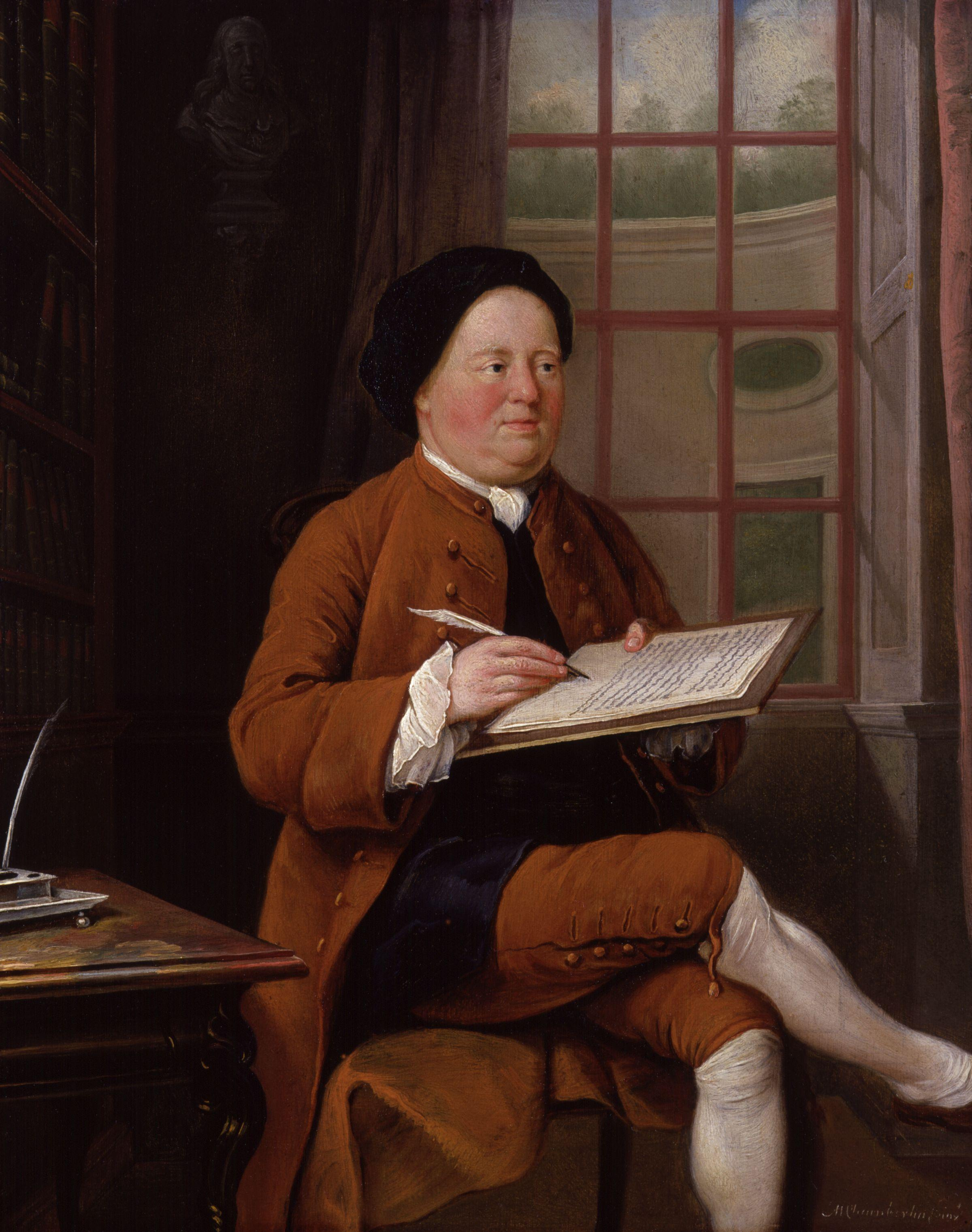
Samule Richardson na obtaze Masona Chamberlina

Ačkoliv napsal svůj první román až v padesáti letech, byl literárně činný již od počátku svého působení jako tiskař a vydavatel. Vydával časopis True Briton (Pravý Brit), ve kterém se podílel na politických debatách. Uvedl na trh řadu autorů (mimo jiné Daniela Defoea) a tato vydání opatřil vlastními předmluvami. Přátelil se s významnými osobnostmi své doby, například s Jamesem Thomsonem nebo Samuelem Johnsonem a stál v centru kulturního života.
Roku 1739 byl požádán svými přáteli, aby napsal svazek vzorových dopisů, které měly sloužit jako předlohy pro méně vzdělané pisatele. Byl mezi nimi i stylizovaný dopis otce dceři pracující jako služebná, když se dozvěděl, že její pán usiluje o její čest, a dopis s dceřinou odpovědí. Tato situace jej následně zaujala natolik, že jí rozvedl do samostatného psychologického románu v dopisech Pamela, or Virtue Rewarded (1740, Pamela aneb Odměněná ctnost), pro nějž je charakteristický ponor do nitra postav, psychologická introspekce a výrazný didaktický záměr, který je typický i pro jeho další díla.
Ještě významnější je pro vývoj anglického i evropského románu jeho další román Clarissa, or the History of a Young Lady (1748, Clarissa aneb Příběh mladé dámy), ve kterém všestranně zachytil duševní stavy postav a vytvořil tragickou hrdinku, jejíž život je ničen měšťáckou peněžní morálkou a aristokratickou nemorálností.
Autorův poslední dokončený román The History of Sir Charles Grandison (1754, Příběh sira Charlese Grandisona) nedosahuje kvalit dvou předchozích děl. Richardson v něm chtěl vytvořit ideál ctnostného muže, ale nedostatečné prokreslení hrdinů románu z nich udělalo nudné neživotné postavy.
Z jeho díla nebylo do češtiny doposud nic přeloženo.

## Bibliografie

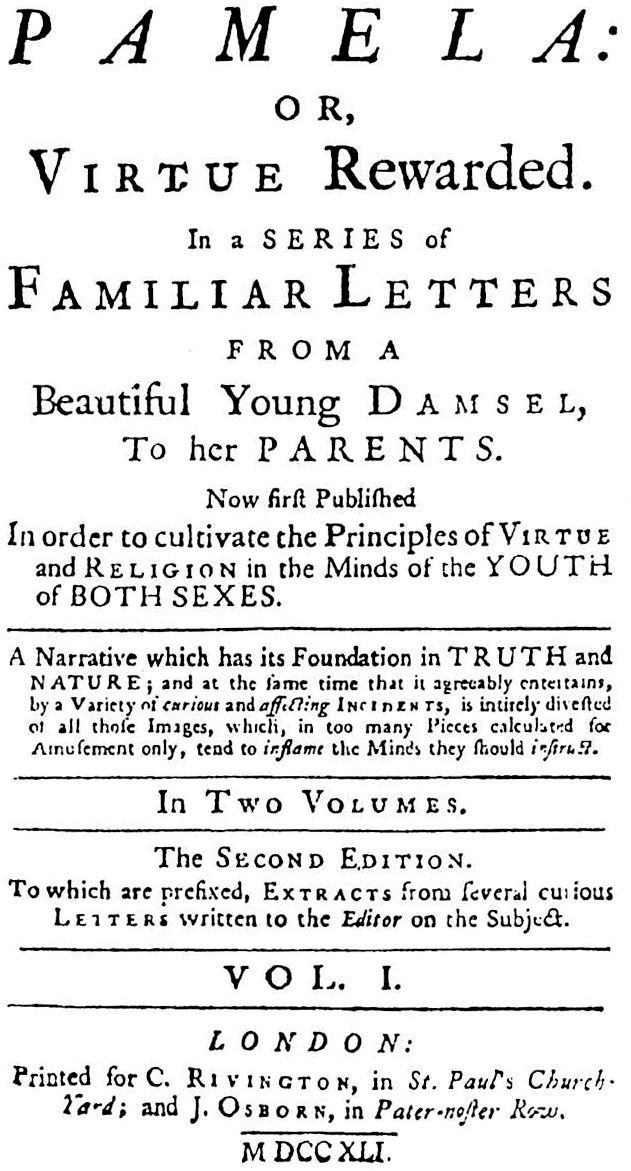
Pamela, titulní list románu z roku 1741

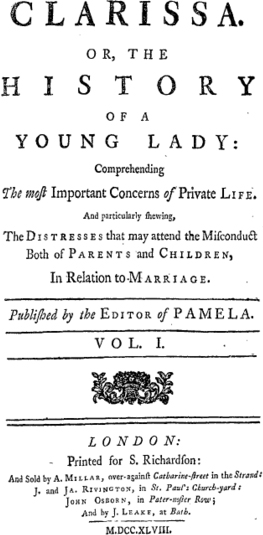
Clarissa, titulní list románu z roku 1748

## Adaptace

### Výtvarné umění
V letech 1743–1744 vytvořil anglický malíř Joseph Highmore podle románu Pamela sérii dvanácti obrazů.

### Divadlo
- Louis de Boissy: Paméla en France, ou la Vertu mieux éprouvée (1743), francouzská komedie.[8]
- Carlo Goldoni: Pamela (1750), italská komedie.[9]
- François de Neufchâteau: Paméla ou la vertu récompensée (1793).[10]

### Hudba
- Clarissa (1976), opera anglikého skladatele Robina Hollowaye.

### Flmové a televizní adaptace
- Clarissa (1941), německý film, režie Gerhard Lamprecht.
- Mistress Pamela (1973), britský film, režie Jim O'Connolly.
- Clarissa (1991), britský televizní seriál, režie Robert Bierman.
- Clarissa (1992), třídílná epizoda z amerického televizního seriálu Masterpiece Theatre.[11]
- Elisa di Rivombrosa (2003), italský televizní seriál částečně založený na motivech z románu Pamela, režie Cinzia Th. Torrini.[12]